# Ironbite
Ironbite ist eine deutsche Heavy-Metal- und Hard-Rock-Band aus Sachsen-Anhalt und Thüringen.

## Geschichte
Ironbite wurde im Jahr 2016 gegründet und veröffentlichten im selben Jahr auch das Debütalbum Blood and Thunder. 2022 erschien das zweite Album The Great Escape. Das Quintett ist auch live unterwegs.

## Diskografie
Alben
- Blood and Thunder (SFT records, 2016)
- The Great Escape (Eigenproduktion, 2022)

Singles vom Blood & Thunder Album
- Unleashed
- Keep the Rage
- Moonshine Dynamite
- Hammer of Justice

Singles vom The Great Escape Album
- Demons
- Supernova
- Storm Before the Dawn
- The Bite
- Total Eclipse